# Moschea dei Compagni
La Moschea dei Compagni (in arabo مَسْجِد ٱلصَّحَابَة‎?, Masjid aṣ-Ṣaḥābah) è una moschea nella città di Massaua, in Eritrea. Risalente all'inizio del VII secolo, è ritenuta la prima moschea costruita in Africa. Secondo quanto tramandato, venne costruita dai compagni (Ṣaḥāba) del profeta islamico Maometto, giunti qui per sfuggire alle persecuzioni dei mussulmani nella città della Mecca, nell'attuale Arabia Saudita. La struttura attuale è di costruzione molto più tarda, poiché alcune caratteristiche come il mehrab (fine VII secolo) e il minareto (fino al IX secolo) si sono sviluppati più tardi nell'architettura islamica e costruita tutta a mano da mathias.